# Antonio Granger
Carl Antonio Granger (Detroit, 6 giugno 1976) è un ex cestista statunitense, professionista in Europa.

## Carriera

Granger nel 2002 alla Virtus Bologna

La sua prima esperienza da professionista avviene a Pistoia in Serie A1, dove viene ingaggiato con un contratto a gettone per sostituire l'infortunato Travis Mays. Gioca tre partite, poi la dirigenza toscana vira su un altro giocatore a gettone, il lungo John Turner.
Da lì a poco si trasferisce al Basket Rimini, sempre in Serie A1, società che era in cerca di una guardia per sostituire l'infortunato Boris Gorenc. Qui ottiene inizialmente un contratto di 30 giorni, successivamente esteso per un altro mese, fino ad essere confermato anche per il resto del campionato, da lui chiuso a 14,3 punti di media in regular season e a 20,3 punti nei play-off. Durante l'estate ottiene il prolungamento con il Basket Rimini anche per la stagione 1999-2000, durante la quale il giocatore debutta in campo europeo in Coppa Korać. La Pepsi – questo lo sponsor del club in quegli anni – si qualifica per i play-off in entrambi gli anni di Granger a Rimini, arrivando rispettivamente fino ai quarti di finale nel suo primo anno e fino agli ottavi di finale nel secondo.
Nell'agosto del 2000 scende in Serie A2 accordandosi per un anno con la Pallacanestro Biella. Trascina la squadra piemontese alla storica promozione nella massima serie, con una media personale di 25,6 punti a partita (55,1% al tiro da due, 45,2% da tre) che gli vale anche il titolo di capocannoniere del campionato.
Un anno più tardi, dopo essere stato vicino alla Fortitudo Bologna e al Real Madrid, Granger vola in Spagna seguendo il tecnico Marco Crespi e il compagno di squadra Corey Brewer nel percorso da Biella al Caja San Fernando Siviglia. Riceve la chiamata per la partecipazione all'All Star Game spagnolo, dopo esser stato selezionato l'anno precedente per quello italiano. Conclude la stagione ancora in Italia, giocando una gara di regular season, sette gare di play-off e due di Eurolega con la Virtus Bologna.
Trascorre poi un biennio all'Efes Pilsen, con cui vince il campionato turco nel 2002-03 e 2003-04. In quest'ultima stagione è il miglior tiratore da tre punti del campionato, con una percentuale pari al 55%. Contemporaneamente è schierato anche in Eurolega, con il suo Efes che manca la qualificazione alle Final Four in entrambe le edizioni, piazzandosi sempre ad un inutile secondo posto nel proprio girone delle Top 16.
Nel 2004-05 è di scena con i russi del CSKA Mosca, in un'annata che vide il club rossoblu trionfare sia in campionato che in Coppa di Russia. La squadra ha però meno fortuna in campo europeo, con i moscoviti che escono sconfitti dalla semifinale continentale contro il TAU Vitoria nonostante le Final Four fossero organizzate proprio nella capitale russa. La sua è però la miglior media nel tiro da tre di quell'edizione, chiusa con il 48,3% dalla lunga distanza.
Terminata la parentesi col CSKA, fa ritorno all'Efes Pilsen dove rimane per un ulteriore biennio. Per infortunio è costretto a perdere parte della stagione 2006-2007, giocando le prime partite ufficiali nel mese di febbraio. Durante questo periodo aggiunge comunque al suo palmarès la conquista di due Coppe di Turchia.
Nell'estate del 2007 trova un accordo con gli spagnoli del Girona, ma in precampionato viene tagliato a causa di alcuni problemi fisici al ginocchio già operato l'anno prima.

## Palmarès
- Campionato turco: 2

Efes Pilsen: 2002-03, 2003-04
- Campionato russo: 1

CSKA Mosca: 2004-05
- Coppa di Russia: 1

CSKA Mosca: 2004-05
- Coppa di Turchia: 2

Efes Pilsen: 2005-06, 2006-07